# Bernardo de Urrea
Bernardo de Urrea (1710, Culiacán, Nueva Navarra, Nueva España–abril de 1777, Altar, Arizpe, Provincias Internas, Nueva España) fue un gobernador y capitán general de las Provincias de Sonora y Sinaloa. Nació en Culiacán alrededor de 1710; muy joven radicó con sus padres en El Pitic y en 1748 fue allí teniente de alcalde mayor. Tres años después el gobernador Ortiz de Padilla le amplió la jurisdicción a toda la Pimería baja; organizó una sección de vecinos armados y luchó en repetidas ocasiones en contra de las tribus rebeldes. En recompensa de sus servicios se le expidió nombramiento de capitán de milicias y se le situó en Arivaca con el mando de una sección. Con fecha 10 de agosto de 1752 se le otorgó despacho de capitán y el mando de la Compañía Presidial de Sinaloa, con instrucciones de fijar el asiento de ésta en la región septentrional de la Provincia de Sonora. Estuvo temporalmente acuartelado en Santa Ana, persiguió a los seris y a los pimas bajos hasta que los obligó a establecerse en El Carrizal y El Pitic, respectivamente; pasó temporalmente a Caborca y en 1755 fue a establecer el presidio militar de Altar, en un punto fijado para residencia de la Compañía a sus órdenes. Fue el fundador de esta población y verificó el repartimiento de tierras a sus soldados y a otros vecinos que allí llegaron para asegurar su subsistencia. Era valiente, activo, enérgico y de grandes conocimientos en la guerra contra los indios, habiendo participado en más de cien expediciones armadas en contra de estos. Su hoja de servicios contiene las siguientes anotaciones:

"Conducta grande. Aplicación mucha. Valor acreditado."

En diversas ocasiones fue recomendado ampliamente por sus superiores. Tres veces estuvo encargado del gobierno de las Provincias de Sonora y Sinaloa, cuya residencia estaba entonces en San Miguel de Horcasitas; la primera a partir del 27 de noviembre de 1760 con motivo del fallecimiento del gobernador Juan Antonio de Mendoza, hasta abril de 1761 en que se presentó el capitán José Tienda de Cuervo a sustituirlo; la segunda a partir del 9 de diciembre de 1762 en que éste salió para México atendiendo un llamado superior, hasta el 28 de mayo de 1763 en que se presentó el coronel Juan Claudio de Pineda a recibir el gobierno y la tercera a fines de mayo de 1773, después del deceso del gobernador Mateo Sastré, por orden del virrey Antonio María de Bucareli y Ursúa en virtud de que era el militar más antiguo y experimentado de las provincias y lo desempeñó hasta el 26 de noviembre del mismo año en que arribó a la capital el gobernador Francisco Antonio Crespo. Durante este último interinato concluyó el proceso en contra del cacique Ixquisis, responsable del asesinato del padre Gil de Bernabé, y lo mandó ejecutar y restableció el destacamento en El Pitic, después de haberse retirado la "Expedición de Sonora". Combatió a los pimas altos en los años 1769 a 1771, hasta que los obligó a someterse y volver a sus pueblos; en 1773 con una sección de 85 soldados y algunos indios auxiliares derrotó a una chusma de dos mil indios y los obligó a pedir la paz y en febrero de 1777 el Caballero de Croix le concedió el retiro del servicio activo con una pensión anual de $1200.00. Se le dio el mando militar del Real de la Cieneguilla, que no llegó a ejercer por haber fallecido dos meses después en Altar.
El nombre que lleva el estado de Arizona en los Estados Unidos se le atribuye al rancho Arizona de Bernardo de Urrea. Fue el fundador de la población de Altar en Sonora.